# Lynne Brown
Lynne Brown (Ciudad del Cabo, 26 de septiembre de 1961) es una política sudafricana, exministra de Empresas Públicas y ex primera ministra de la Provincia Occidental del Cabo. Nació en Ciudad del Cabo y creció en Mitchell's Plain. Fue nombrada primera ministra del Cabo Occidental tras la dimisión de Ebrahim Rasool en julio de 2008. Anteriormente, fue Ministra de Desarrollo Económico y Turismo. Es miembro del Congreso Nacional Africano y miembro electa de su Comité Ejecutivo Nacional en 2007 y 2012. Tiene antecedentes coloured y fue la cuarta primera ministra de color del Cabo Occidental, la segunda del Congreso Nacional Africano y la primera persona abiertamente homosexual en ser nombrada para un puesto en un ministerio de un gobierno africano.

## Carrera política
Brown fue presidenta del Congreso de la Juventud de Mitchell's Plain en 1979 y miembro de la Organización de Mujeres Unidas de 1979 a 1985. Fue miembro del Congreso de Mujeres Unidas de 1985 a 1990, sirviendo primero como Oficial de Educación y luego como secretaria provincial. Estuvo involucrada en el Frente Democrático Unido desde su formación en 1983 hasta su disolución, sirviendo como miembro de su Comité de Finanzas.
Brown se unió al ANC en 1987 y fue elegida miembro del Comité Ejecutivo Provincial y del Comité de Trabajo Provincial en 1999. Ha trabajado como secretaria provincial de Western Cape de la Liga de Mujeres del ANC desde 1990. Su participación en educación continuó después de sus años de enseñanza. Fue miembro de la junta del Proyecto Nacional de Alfabetización y miembro de la junta del Proyecto de Educación Extramuros. Inició y fue directora del Colegio de Mujeres en 1990. En 1994 y nuevamente en 1999 fue elegida miembro del ANC de la Legislatura Provincial de Western Cape. Fue presidenta de los comités permanentes de Servicios Comunitarios y de Salud y Bienestar, y ejerció como Whip y Chief Whip del ANC en la legislatura. Se presentó como candidata del ANC a la alcaldía de Ciudad del Cabo en 1999 y se fue Ministra provincial (MEC) de finanzas, desarrollo económico y turismo hasta su ascenso al cargo de primera ministra en 2008.
La ANC perdió el control de la provincia en las elecciones de 2009 y la Alianza Democrática obtuvo 22 de los 42 escaños en el Parlamento Provincial. La candidata a primer ministro de DA, Helen Zille, reemplazó a Brown el 6 de mayo de 2009. Se desempeñó como Líder de la Oposición del ANC desde 2009 hasta mayo de 2014, cuando fue nombrada Ministra de Empresas Públicas por el expresidente Jacob Zuma para su gabinete.
El legado político de Brown está en entredicho tras la investigación de Eskom. En un primer momento, afirmó que la investigación de Eskom equivalía a un "tribunal canguro", después de que el portavoz del consejo de administración de Eskom, Khulani Qoma, la llamara mentirosa por su papel en la toma de la empresa eléctrica. Negó haber leído los correos electrónicos de Gupta a pesar de recibirlos de Natasha Mazzone, y negó que el presidente Zuma la hubiera llamado después de reunirse con Zola Tsotsi (presidente de Eskom en ese momento), reunión que condujo a la suspensión de los altos ejecutivos Tshediso Matona, Dan Marokane, Tsholofelo Molefe y Matshela Koko.
En febrero de 2018, fue destituida del gabinete del presidente Cyril Ramaphosa, siendo sucedida por Pravin Gordhan y posteriormente renunció como miembro del parlamento del ANC.

## Vida personal
Brown es abiertamente lesbiana.